# Débinage
En prestidigitation, le débinage est l'action de révéler à un non-magicien le secret d'un tour appelé arcane que le spectateur n'est pas apte à reproduire ou qu'il ne demande pas à connaître. 
À ne pas confondre avec l'initiation ou la vulgarisation qui permet d'initier un apprenti ou un débutant. 
Le débinage peut être volontaire en violation de la règle déontologique en usage dans ce domaine ou involontaire par maladresse en ratant l'exécution du tour.

## Débinage volontaire
Par exemple certains prestidigitateurs comme Penn & Teller se sont fait un nom en incluant dans leurs spectacles les éléments d'explications de leurs créations dans le but de faire rire le public. Comme en répétant leurs tours, comme celui de la femme coupée en deux avec des caches transparents pour que le public en comprenne la mécanique. 